# Hospital de Pronto Socorro de Porto Alegre
O Hospital de Pronto Socorro de Porto Alegre (HPS de Porto Alegre) é um hospital de emergências médicas localizado no bairro Bom Fim, na cidade de Porto Alegre, capital do estado do Rio Grande do Sul. Foi inaugurado em 19 de abril de 1944. 
Funciona 24 horas por dia, atendendo as urgências e emergências em 22 especialidades, em especial as vítimas de trauma.  É administrado pela Prefeitura de Porto Alegre, por meio da Secretaria Municipal de Saúde (SMS).
O HPS realiza mais de 900 atendimentos diários em diversas especialidades ambulatoriais e nas especialidades médicas e odontológicas necessárias ao atendimento integral de pacientes vítimas de traumatismos e lesões agudas. A maioria dos seus atendimentos referem-se a urgências clínicas. Uma das suas características marcantes é que 30% dos seus leitos são de unidade de terapia intensiva (UTI), quando a média dos hospitais em geral, públicos ou particulares, não ultrapassa 5%, o que mostra ser este um hospital voltado e equipado para pacientes críticos.
Atualmente integra a rede de serviços do Sistema Único de Saúde (SUS) e conta com 1.472 servidores, cuja responsabilidade se estende a 139 leitos, sendo 38 de UTI, com 360 mil atendimentos por ano, em 22 diferentes especialidades médicas, incluindo-se nessas, desde 1995, o Serviço de Atendimento Móvel de Urgência (SAMU).
Possui programas de Residência Médica em Cirurgia Geral, Cirurgia do Trauma e Medicina de Emergência .

## História
As origens do Hospital de Pronto Socorro de Porto Alegre (HPS) iniciam em 1898 quando, na administração do Intendente José Montaury de Aguiar Leitão e com a concepção médica e direção do médico Luis Nogueira Flores, inaugura-se no dia 16 de maio daquele ano a Assistência Pública Municipal. Localizou-se inicialmente no Paço Municipal (Prefeitura Velha), avenida Montevidéu s/nº, onde ocupava parte do andar térreo com entrada pela porta lateral esquerda, junto ao Primeiro Posto Policial. Para as necessidades da época, o serviço era completo, dispondo de todo o instrumental necessário para suturas, talas para fraturas, perdas de sangue, drenagens, bem como veículos de transporte com tração animal além de médicos e atendentes capacitados para o atendimento de urgência. Este serviço foi o primeiro do gênero no Brasil. O serviço se incorporou no dia-a-dia da população que o seu crescimento foi muito rápido. Prova disto foi o grande número de auxílio prestado, em 1921 foram atendidas 4.583 pessoas sendo que destas, 351 era estrangeiros e 69 foram acidentes do trabalho. Os sepultamentos dos humildes e desprotegidos, os denominados indigentes, para os quais era fornecido inclusive o esquife, faziam também parte das atribuições deste setor. Para dar conta desta atividade, a prefeitura mantinha um Necrotério Municipal, cujos funcionários se encarregavam do sepultamento. Durante os primeiros 23 anos de funcionamento o serviço registrou 95.939 atendimentos e forneceu 9.069 atestados de óbito.[carece de fontes?]
Quando Otávio Rocha assumiu a prefeitura o serviço passou a funcionar em um prédio na rua José Montaury. Com a abertura da Borges de Medeiros e a consequente demolição do prédio, o serviço se instala na rua Cel. Vicente, esquina com a Comendador Manoel Pereira.[carece de fontes?]
Os serviços prestados pela Assistência Municipal eram como até hoje no HPS, gratuitos, mas se restringiam ao primeiro atendimento, sendo após, transferidos para outros hospitais da cidade que apesar do seu amplo espaço físico, não tinham aparelhamento nem pessoal treinado para urgências e emergências. Este fato fazia com que pacientes, médicos e enfermeiros se desvinculassem rapidamente das pessoas por eles atendidas. Este fato levou o médico Bruno Atílio Marsiaj, então diretor da Assistência Pública Municipal (1939), a propor ao Prefeito José Loureiro da Silva, a criação de um hospital que juntasse o atendimento, o ensino e a produção científica. Desta iniciativa nasceu o Hospital de Pronto Socorro de Porto Alegre, inaugurado em 19 de abril de 1944.[carece de fontes?]
Em todos estes anos de assistência gratuita a população de Porto Alegre, bem como de várias cidades do estado, primeiramente a Assistência Pública Municipal e depois do HPS, escreveram história do primeiro atendimento hospitalar.[carece de fontes?]